# Embelia vaupelii
Embelia vaupelii är en viveväxtart som beskrevs av Carl Christian Mez. Embelia vaupelii ingår i släktet Embelia och familjen viveväxter. Inga underarter finns listade i Catalogue of Life.